# Пахталквай
Пахталквай (Пухталквай) — река в России, течёт по территории Ловозерского района Мурманской области. Вытекает из небольшого озера с координатами 68°13′22″ с. ш. 38°07′50″ в. д.. Устье реки находится в 5,8 км по правому берегу реки Варзины. Длина реки — 18 км, площадь водосборного бассейна — 72,2 км².

## Данные водного реестра
По данным государственного водного реестра России относится к Баренцево-Беломорскому бассейновому округу, водохозяйственный участок реки — реки бассейна Баренцева моря от восточной границы бассейна реки Воронья до западной границы бассейна реки Иоканга (мыс Святой Нос). Речной бассейн реки — бассейны рек Кольского полуострова, впадает в Баренцево море.
Код объекта в государственном водном реестре — 02010000912101000004757.